# Афанасьев, Виктор Фёдорович
Виктор Фёдорович Афанасьев (22 марта 1917 — 17 декабря 1993) — советский и российский учёный, педагог, доктор педагогических наук, профессор. Заслуженный деятель науки Республики Саха (Якутия).

## Биография
Родился Виктор Фёдорович в Дюпсюнском наслеге Усть-Алданского района в Якутии. В 1931 году начал свой педагогический путь, стал работать учителем Соттинской начальной школы. В суровые годы годы Великой Отечественной войны сочетал преподавательскую работу с комсомольской деятельностью. В 1947 году завершил обучение заочно в Якутском педагогическом институте.
В 1953 году, после окончания аспирантуры в Академии педагогических наук РСФСР, успешно защитил кандидатскую диссертацию на тему «Школы Якутии в годы Великой Отечественной войны». Был назначен на должность директора Якутского института усовершенствования учителей. По инициативе Афанасьева появились новые формы повышения квалификации педагогических работников — выездные курсы и семинары учителей, педагогические чтения, был организован печатный ресурс «В помощь учителю».
Теоретические основы его монографии «Школа и развитие педагогической мысли в Якутии» стали итогом авторской работы по истории педагогики и были представлены им в качестве докторской диссертации по педагогике. В 1970 году В. Ф. Афанасьеву первому в республике была присуждена ученая степень доктора педагогических наук. В 1978 году он становится членом-корреспондентом АПН СССР.
Виктор фёдорович большую часть своей трудовой жизни посвятил работе в Якутском государственном университете. С 1960 года он начал свою педагогическую деятельность здесь. Сначала работал доцентом кафедры истории СССР, затем деканом историко-филологического факультета, позже, с 1972 по 1986 годы, был избран и работал заведующим кафедрой педагогики и психологии, впоследствии до 1993 года работал профессором кафедры педагогики.
В период работы на кафедре педагогики под руководством Афансьева были подготовлены и защищены 2 диссертации на соискание ученой степени доктора педагогических наук и 28 диссертаций кандидата педагогических наук. Автор учебных пособий и сборников.
Проживал в Якутске. Умер в 1993 году.